# Kirche Altscherbitz

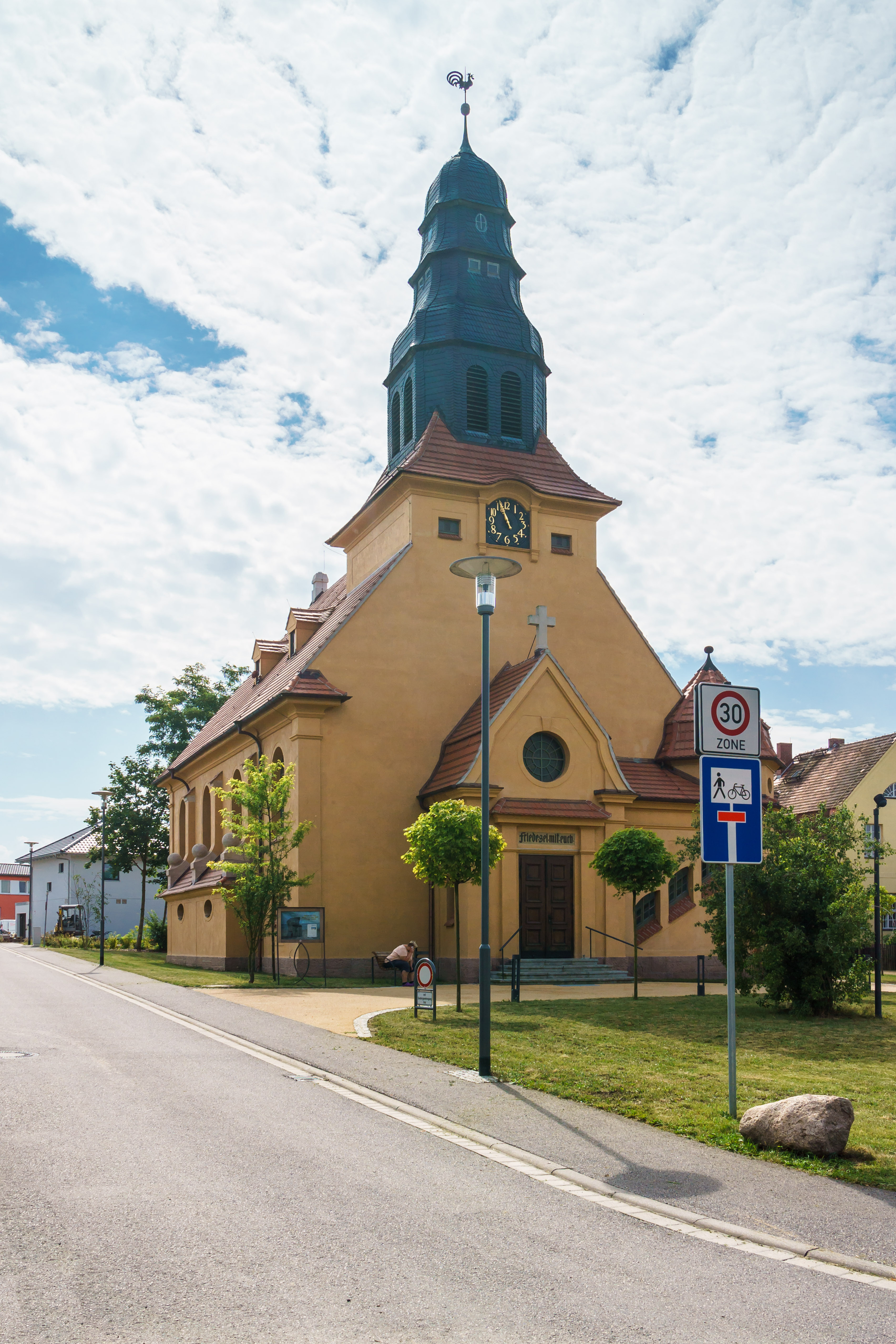
Kirche Altscherbitz, Foto von 2016

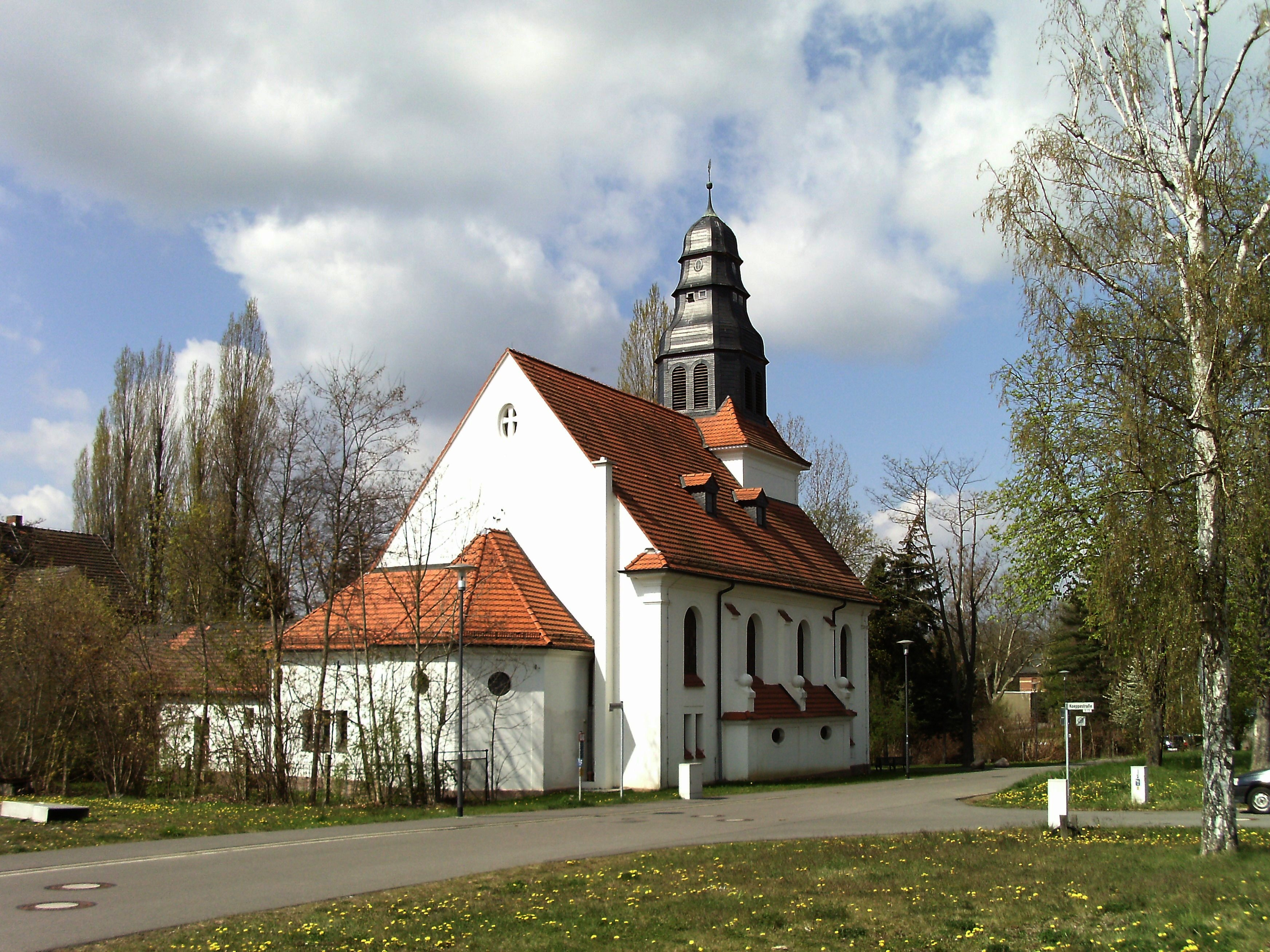
Rückansicht im Jahr 2012 noch mit weißer Fassade

Die Kirche Altscherbitz ist ein evangelisches Kirchengebäude in Altscherbitz, einem Stadtteil der Großen Kreisstadt Schkeuditz im Landkreis Nordsachsen nordwestlich von Leipzig. Die ursprüngliche Anstaltskirche im Parkgelände der Klinik ist vollständig als Stahlbeton-Konstruktion errichtet. Das Bauwerk zeigt sich mit dem angebauten Gemeindesaal und dem angrenzenden einstigen Pfarrhaus als einheitliches Ensemble. Es steht ebenso wie die Klinikgebäude und die Freifläche des heutigen Sächsischen Krankenhauses Altscherbitz in Schkeuditz unter Denkmalschutz.

## Geschichte
Die Anstaltskirche von Altscherbitz war Bestandteil der „Landes-, Irren- und Pflegeanstalt“ der preußischen Provinz Merseburg, die am 1. Juli 1876 als „Provinzial-Irren-Anstalt Rittergut Alt Scherbitz“ gegründet und schrittweise für etwa eintausend Patienten erweitert wurde. 
Ab 1887 feierten Geistliche aus Halle (Saale) monatlich in der Landesheil- und Pflegeanstalt Altscherbitz römisch-katholische Gottesdienste, an denen außer den Bewohnern und Mitarbeitern der Anstalt auch Katholiken aus Schkeuditz teilnahmen. Auch gab es evangelische Gottesdienste.
1911 begann der Bau der Anstaltskirche, die 1913 eingeweiht und seitdem für evangelische und katholische Gottesdienste genutzt wurde.
Seitdem hatte der Sakralbau eine wechselvolle Geschichte. Im Ersten Weltkrieg als Lazarett und zur DDR-Zeit ab 1968 als Möbellager verwendet, war er Ende der 1980er Jahre dem Verfall preisgegeben. Nach der Friedlichen Revolution begannen Restaurierungsarbeiten, um den Verfall zu stoppen.
Zum 100-jährigen Bestehen der Kirche beschloss die Krankenhausleitung deren komplette Sanierung und Restaurierung, betreut von der Restauratorin Daniela Arnold und der Firma Andreas Heil. Mit Unterstützung des Krankenhausträgers und Gesamtkosten von rund 1,5 Millionen Euro zeigt sich die Kirche Altscherbitz nach 18-monatiger Sanierungszeit seit Juni 2014 wieder in ihrer ursprünglichen Gestalt.
Jetzt ist die einstige Anstaltskirche das geistlich-kulturelle Zentrum der Fachklinik: Für Gottesdienste, Konzerte – etwa mit Matthias Eisenberg an der Orgel –, Ausstellungen, Musiktherapie und als Ort der Stille ist sie Bestandteil des Krankenhauslebens. Kirchplatz, Gemeindegarten und die Weggestaltung wurden neu interpretiert nach historischem Gartenplan gestaltet.

## Ausstattung
Die historische Raumfassung mit flachem Tonnengewölbe und Apsis ist weitgehend erhalten. Ein als Schablonenmalerei ausgeführtes Blatt- und Rankenwerk mit Evangelistendarstellungen ziert die Decke. Es gibt Altar, Kanzel, Taufbecken und eine Anzahl historischer Kirchenbänke. Weitere Kirchenbänke wurden nachgefertigt und auf der Seitenempore aufgestellt.

## Orgel
Die Orgel auf der Westempore stammt von der Firma Ernst Röver. Die Werkstatt versah die Orgel mit ihrer Erfindung, der pneumatischen Kastenlade. Sie hat zwei Manuale, Pedal sowie 19 Register mit 972 Orgelpfeifen. Der Orgelprospekt ist ungewöhnlich gestaltet, da anders als sonst üblich keine Pfeifen zu sehen sind.

## Kuratorium
Das 2004 gegründete Kirchenkuratorium plant, koordiniert und realisiert die Veranstaltungen in der Kirche. Zudem engagiert es sich für vielseitige Veranstaltungen für Patienten, Mitarbeiter und die Bürger von Schkeuditz. Jährliche Höhepunkte sind die Eröffnungskonzerte der Schkeuditzer Kulturtage sowie die Weihnachtskonzerte des Schkeuditzer Singekreises.

## Varia
- Die Kirche ist nicht Eigentum einer Kirchgemeinde, sondern der Fachklinik. Sie wird vom Kirchspiel Schkeuditz im Kirchenkreis Torgau-Delitzsch der Evangelischen Kirche in Mitteldeutschland mitgenutzt.